# Samuel Marolois

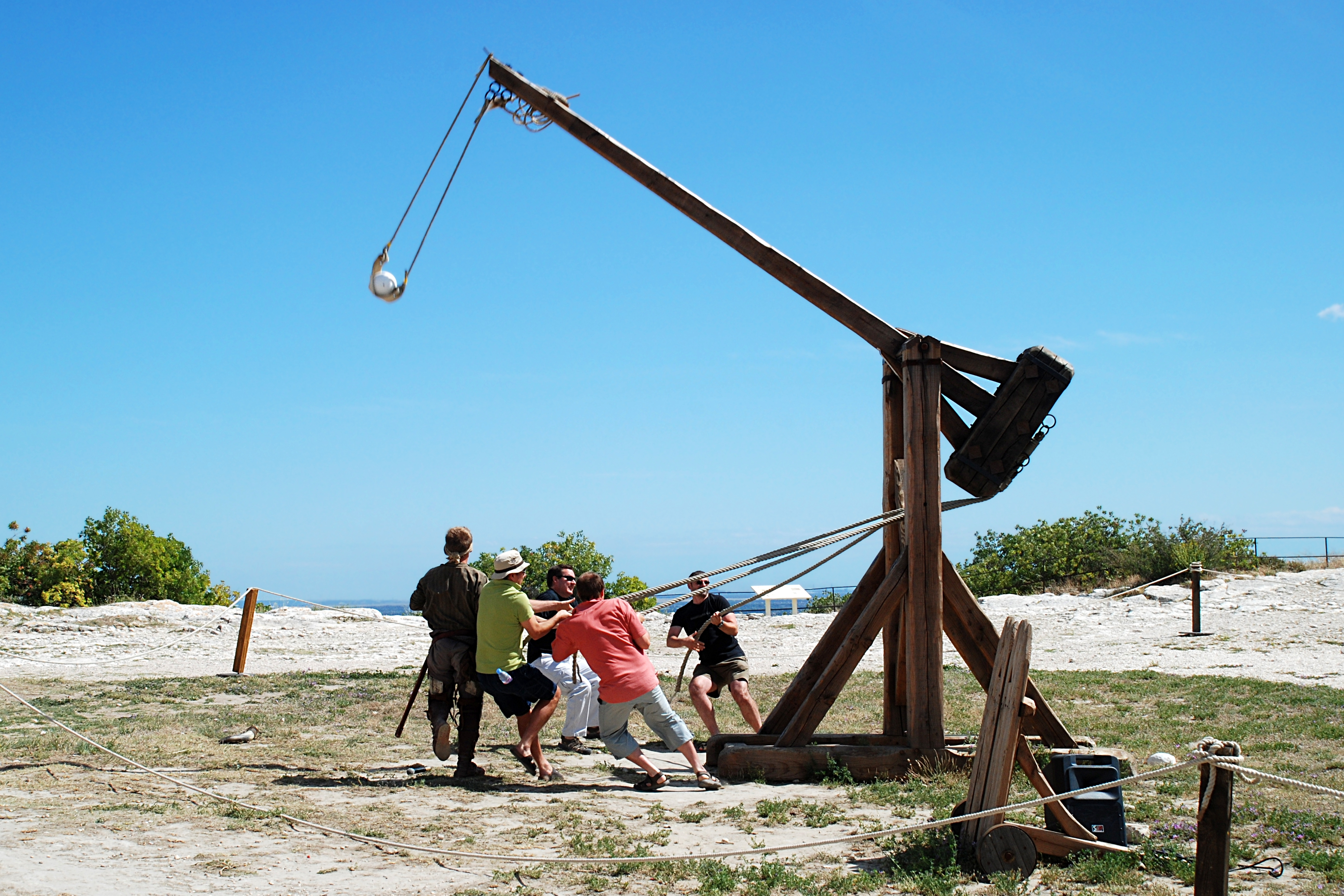
Bricole des Baux

Samuel Marolois, Marollois, Maroloys ou Marlois, né en 1572 dans les Provinces-Unies, mort à La Haye avant 1627, est un mathématicien et ingénieur militaire hollandais. Dans un de ses ouvrages se trouve l'une des premières utilisations de l'abréviation Sin E pour désigner le sinus d'un angle.

## Biographie
On sait fort peu de choses du « Marolois ». Par son nom, sa famille est originaire de Marle, petite ville du grand Laonnois. Contemporain d'Antoine de Ville, il reprit les ouvrages de perspective de Hans Vredeman de Vries, qu'il publia après sa mort. Il a fortifié Coevorden (Drenthe), réalisant un heptagone et, à cette occasion, il est considéré comme le créateur du « tracé hollandais » ou de fausse braye (terme dont use Rabelais dès 1546). Il est un des premiers à écrire des ouvrages de poliorcétique, honneur qu'il partage avec Jean Errard de Bar-le-Duc et Simon Stevin de Bruges. Fort célèbre en Hollande à la fin du XVIe et au début du XVIIe siècle sa conception de l'architecture militaire fut oubliée, peu après, lorsque les progrès de l'artillerie la rendirent obsolète et que le baron Menno van Coehoorn (1641-1704)  la rénova.  

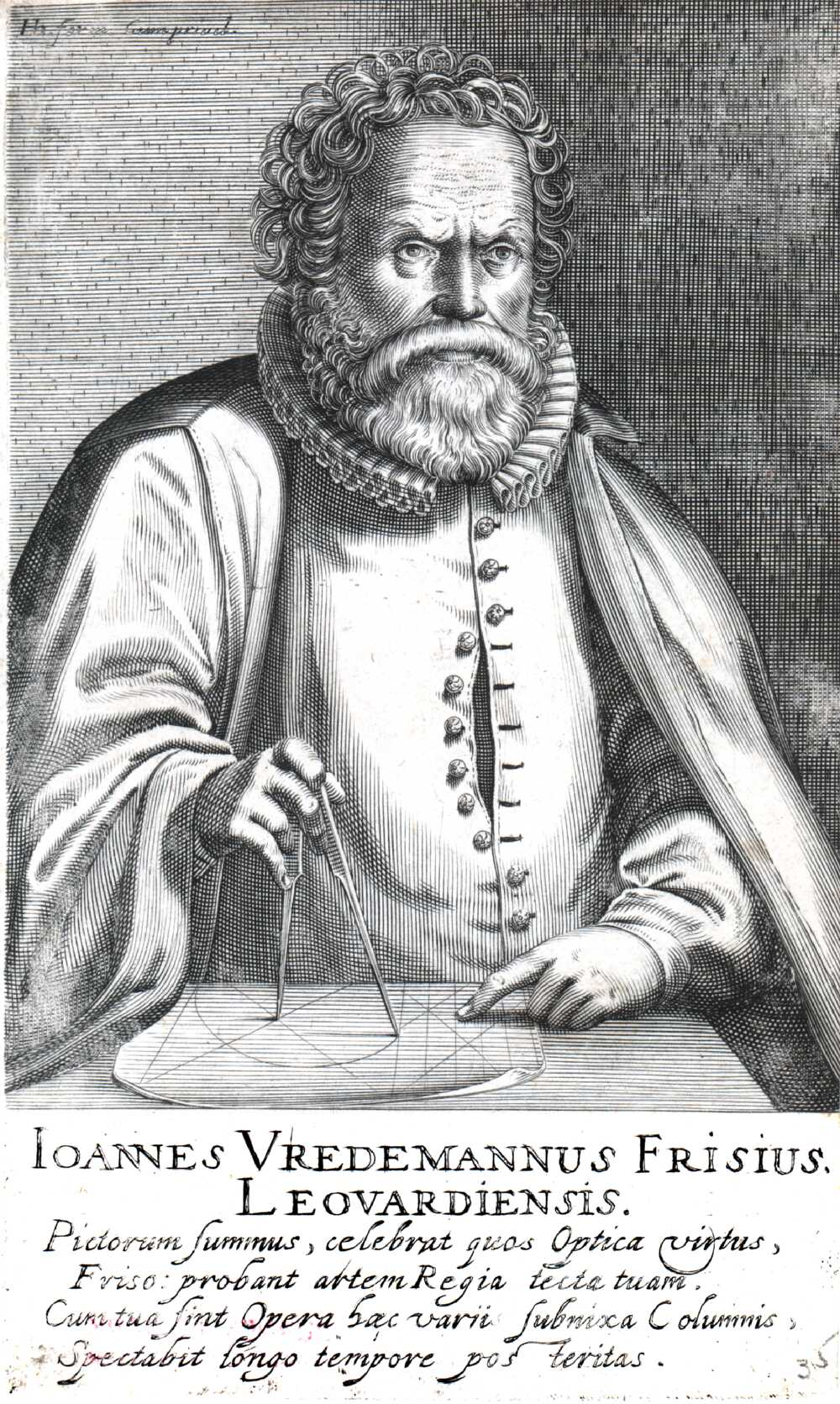
Portrait de Hans Vredeman de Vries, pionnier de la perspective linéaire dans les Pays-Bas.

Samuel Marolois est de ce temps où les défenses réduisent les hauteurs des courtines, où le siège devient un duel d'artillerie. Il préfère les fossés larges, remplis d'eau, et les angles saillant à moins de 90 degrés. Il déteste les casemates et préfère une défense répétée de tirs d'arbalètes à de lents coups de canons. Des murs coupent ses fausses brayes pour les protéger des tirs de bricoles. 
Le « Marolois » a écrit des ouvrages mathématiques, de géométrie et de perspective, qui ont pour but de montrer aux architectes comment on forme, par exemple, un carré dans un triangle, comment on calcule les lignes d'un hexagone. Ce sont en premier lieu des ouvrages militaires, destinés à bâtir des fortifications. Quelques-uns de ces ouvrages, dont « Fortification ou architecture militaire, » (1615) furent revus par Albert Girard. Sa « Geometrie, contenant la théorie et practique d'icelle, nécessaire à la fortification », publiée en 1616 avec un grand nombre de fautes d'impression et de logique (« et la pluspart du Discours changé et redigé en meilleur estat » selon les mots de Girard) fut publiée de nouveau, après sa mort, à Amsterdam, en 1627. Girard publia d'ailleurs l'année suivante à Amsterdam, chez Janssen, les « Œuvres mathématiques complètes de Samuel Marolois, » revues, augmentées et corrigées, avec figures.
L'ingénieur militaire allemand Dillich s'inspirait encore de ses plans vers 1640. l'Éditeur scientifique Frans van Schooten, publia derechef l'ensemble de ses œuvres avec l'aide de Théodore Verbeeck (l'édition de ces œuvres complètes court sur 467 pages).

## Textes disponibles

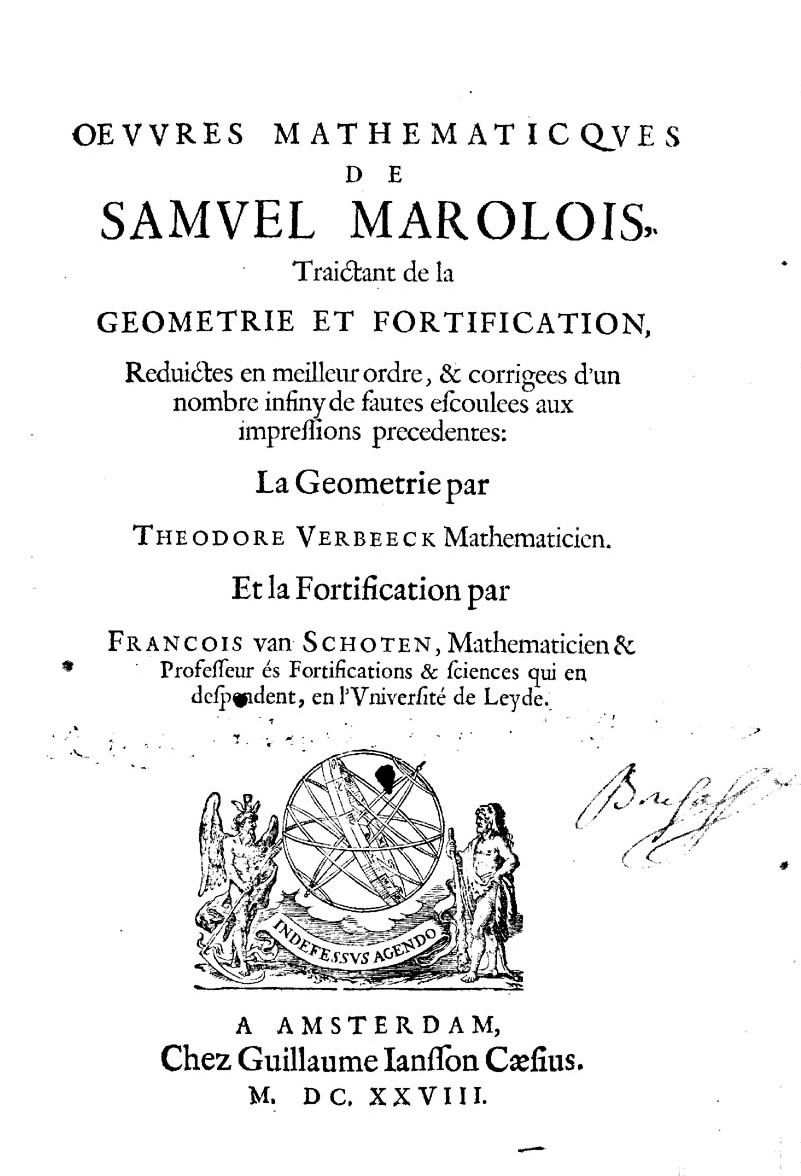
Opera mathematica, 1633

De nombreuses œuvres de Marolois ont été numérisées.
- (la)  Perspectiva theoretica ac practica: hoc est, opus opticum absolutissimum, chez Iansson, 1633, éditée par Hans Vredeman de Vries [lire en ligne (page consultée le 15 octobre 2010)].
- (la) Fortificationis sive artis muniendi pars 2, publié en 1633 chez Iansson [lire en ligne (page consultée le 15 octobre)].
- (fr) Opera mathematica ou œuvres mathématiques traictant de géométrie, perspective,architecture et fortification publiée par Girard (1627) et ses œuvres complètes (1628) [lire en ligne (page consultée le 15 octobre 2010)] (numérisation e-rara).
- (fr) œuvres mathématiques  traictant de la Géométrie et Fortification, réduictes in meilleur ordre, et corrigées d'un nombre infiny de fautes ecsulees aux impressions précédentes , 1628] publiées par Théodore Verbeeck sur Echo (on y trouve la notation du sinus de E, p. 158 et seq) [lire en ligne (page consultée le 15 octobre 2010)].
- (de) Fortification ou architecture militaire, tant offensive que deffensive (1648), publié chez jansens par  Johan Uredeman [lire en ligne (page consultée le 15 octobre 2010)] ou sous le titre Samuel Maroloys deß weitberühmbten, hocherfahrnen Mathematici und Ingenieurs, traduction allemande de Girard [lire en ligne (page consultée le 15 octobre 2010)].

On connaît de lui également :
- Perspective contenant la théorie, et practique, d'icelle ; avec des illustrations de Hendrik Hondius (1573-1649), et Peter Stevens [[lire en ligne]];
- La très noble perspective, à scavoir la théorie, practique et instruction fondamentale d'icelle ; inventée par  Hans Vredeman de Vries, frison, et de nouveau augmentée et corrigée par Marolois. (1619), publiée chez Jean d'Aernhem, toujours à Amsterdam.

## Sources